# 시크릿 세븐
《시크릿 세븐》(태국어: Secret Seven เธอคนเหงากับเขาทั้งเจ็ด; 영어: Secret Seven)는 2017년 방영된 태국의 드라마이다.